# Tizardia phosphorea
Tizardia phosphorea is een soort in de taxonomische indeling van de ribkwallen (Ctenophora). 
De kwal behoort tot het geslacht Tizardia en behoort tot de familie Cydippida incertae sedis. De wetenschappelijke naam van de soort werd voor het eerst geldig gepubliceerd in 1946 door Dawydoff.